# Burgenland Schnellstraße
 (octobre 2024).
La Burgenland Schnellstraße est un projet de voie rapide dans le Land autrichien du Burgenland.

## Itinéraire
La S 31 est signalée comme autoroute conformément au code de la route entre Eisenstadt-Süd et le carrefour de Mattersburg. Le reste de l'itinéraire vers Oberpullendorf-Nord a été construit comme une route à quatre voies sans séparation structurelle au milieu et sans accotement dur et par endroits avec des voies de dépassement plus étroites. Les deux extrémités de l'autoroute entre Eisenstadt-Ost et -Süd ainsi qu'entre Oberpullendorf-Nord und -Süd  sont conçues comme des Landstraße conventionnelles avec une voie dans chaque direction.

## Histoire
À l'origine, la S 31 n'était prévue qu'à partir du carrefour de Mattersburg jusqu'à Oberpullendorf. Le tronçon restant de la S 31 actuelle devait faire partie de la Mattersburger Schnellstraße S 4 jusqu'à la frontière avec Bratislava. Aujourd'hui, la S 4 en provenance de Wiener Neustadt se termine au carrefour de Mattersburg.
En 1976, le premier tronçon de l'autoroute du Burgenland entre Eisenstadt-Süd et le carrefour d'Eisenstadt est inauguré. Dans les années suivantes, il s'étend progressivement vers le sud. Le dernier tronçon entre Neutal et Oberpullendorf-Süd est inauguré le 20 août 2004. Lors des travaux de construction d'un pont sur la voie rapide dans le nouveau tronçon près de Neutal, un ouvrage de coffrage s'effondre le 22 octobre 2002. Deux ouvriers meurent dans l'accident et onze sont blessés.
Entre 2018 et fin 2021, entre le carrefour Mattersburg et la route Weppersdorf/St. Martin, une séparation intermédiaire est construite. En prévision de la séparation de la chaussée, les passages de la vallée du Forchtenstein à Sieggraben sont entièrement rénovés. Le 18 mars 2019, l'extension de la sécurité entre le carrefour de Mattersburg et le carrefour de Weppersdorf/St. Martin commence pour être achevé d'ici 2025. La première partie est achevée et ouverte à la circulation en décembre 2019.